# Charles Griffes
Charles Tomlinson Griffes (Elmira, 17 settembre 1884 – New York, 8 aprile 1920) è stato un compositore statunitense  di musica da camera, per pianoforte e vocale.

## Biografia
Dopo i primi studi di pianoforte e organo nella sua città natale, si recò a Berlino per studiare con il pianista Ernst Jedliczka al Conservatorio Stern. Mentre era lì, Griffes godette di un breve ma influente tutoraggio del compositore Engelbert Humperdinck. Ritornato negli Stati Uniti nel 1907, divenne direttore degli studi musicali alla Hackley School per ragazzi a Tarrytown, posto che tenne fino alla sua morte giunta prematura tredici anni più tardi.
Griffes è il più famoso rappresentante americano dell'impressionismo musicale. Era affascinato dal suono esotico e misterioso degli impressionisti francesi, e fu molto influenzato da loro mentre era in Europa. Aveva inoltre studiato le opere di compositori contemporanei russi (ad esempio Scriabin), la cui influenza è evidente anche nel suo lavoro, ad esempio, nel suo uso delle scale sintetiche.
Le sue composizioni più note sono White Peacock, per pianoforte (1915, orchestrata nel 1919), Sonata per pianoforte (1917–18, rivista nel 1919), il poema sinfonico The Pleasure Dome of Kubla Khan, su un frammento di Coleridge (1912, rielaborata nel 1916), e Poem for Flute and Orchestra (1918). Compose anche numerosi pezzi programmatici per pianoforte, ensemble di musica da camera e per voce. La quantità e la qualità della sua musica è impressionante considerando la sua breve vita e il suo lavoro di insegnante a tempo pieno, e gran parte della sua musica viene ancora eseguita. Il suo inedito  Sho-jo  (1917), un atto unico drammatico pantomimico basato su temi giapponesi, è una delle prime opere di un compositore americano a mostrare ispirazione diretta dalla musica del Giappone.
Morì di influenza a New York City, durante l'epidemia di spagnola all'età di 35 anni, e venne seppellito nel cimitero di Bloomfield. Le sue carte passarono alla sorella minore Marguerite, che scelse di distruggere quelle più esplicitamente collegate alla sua omosessualità. Il suo attuale esecutore letterario è Donna Anderson.
Griffes tenne meticolosi diari, alcuni dei quali in tedesco, dove raccontava le sue realizzazioni musicali 1907-1919 e si confrontò onestamente con la sua omosessualità, compreso il suo regolare patrocinio ai Bagni Lafayette e ai Produce Exchange Baths.

(George Chauncey - Gay New York 1995)
Mentre era studente a Berlino fu particolarmente legato al suo "speciale amico" Emil Joèl (aka "Konrad Wölcke"). Verso la fine della sua vita, ebbe una lunga relazione con John Meyer (il biografo Edward Maisel usò lo pseudonimo Dan C. Martin), un poliziotto sposato di New York.

## Composizioni

### Per il teatro
- The Kairn of Koridwen (dance drama in two scenes, after E. Schuré), fl, 2 cl, 2 hn, hp, cel, pf, 1916, New York, 10 febbraio 1917; arr. pf, 1916
- Sho-jo (Japanese pantomime in one scene), fl, ob, cl, hp, Chin. drum, tam-tam, timp, 4 str, 1917, rev. ?1919, Atlantic City, NJ, 5 agosto 1917
- Sakura-sakura (Japanese folkdance arrangement), fl, cl, hp, 2 vn, vc, db, ?1917, Atlantic City, NJ, 5 agosto 1917
- The White Peacock (solo ballet, arrangement of piano work), orchestra, ?1919, New York, 22 giugno 1919
- Salut au monde (festival drama in three acts, after Walt Whitman), fl, cl, 2 hn, tpt, 2 trbn, timp, drums, 2 hp, pf, 1919, incomplete, New York, 22 aprile 1922

### Orchestrali
- Overture, c1905
- Symphonische Phantasie, 1907, arranged for 2 pianos, ?1910
- The Pleasure-Dome of Kubla Khan, op. 8, 1917, Boston SO, cond. P. Monteux, Boston, 28 novembre 1919 [version of piano piece, 1912]
- Notturno für Orchester, ?1918, Philadelphia Orch, cond. L. Stokowski, Philadelphia, 19 dicembre 1919; arr. pf/str orch
- Poem, flute and orchestra, 1918, G. Barrère, New York SO, cond. W. Damrosch, 16 novembre 1919
- Bacchanale, ?1919, Philadelphia Orch, cond. Stokowski, Philadelphia, 19 dicembre 1919 [version of Scherzo for piano, 1913]
- Clouds, ?1919, Philadelphia Orch, cond. Stokowski, Philadelphia, 19 dicembre 1919 [version of piano piece, 1916]
- The White Peacock, ?1919, Philadelphia Orch, cond. Stokowski, Philadelphia, 19 dicembre 1919 [version of piano piece, 1915]
- Nocturne, 1919 [version of 2nd movement of Piano Sonata, 1917–18]
- Notturno, strings [version of orchestral piece, ?1918]

### Musica da camera
- Three Tone-Pictures, woodwinds and harp, 1915, nos. 1–2 Barrère Ensemble, New York, 19 dicembre 1916; arr. wind quintet, str qnt, pf, ?1919, New York Chamber Music Society, Greenwich, CT, 4 giugno 1920 [versions of piano pieces, 1910–12]

1. The Lake at Evening
2. The Vale of Dreams
3. The Night Winds

- Komori uta, Noge no yama, fl, ob, cl, hp, 2 vn, vc, db, ?Chin. drum, ?1917 [Japanese melodies]
- Two Sketches based on Indian Themes: Lento e mesto, Allegro giocoso, str quartet, 1918–19; ?première, Flonzaley Quartet, New York, 24 novembre 1920

### Per pianoforte
- Six Variations, op.2, 1898
- Four Preludes, op.'40, 1899–1900
- Three Tone-Pictures, op. 5: The Lake at Evening, 1910, L. Hodgson, New York, 3 aprile 1914; The Vale of Dreams, 1912; The Night Winds, 1911; arr. ens, 1915, ?1919
- Fantasy Pieces, op. 6: Barcarolle, 1912, Griffes, Lowell, MA, 3 novembre 1914; Notturno, 1915; Scherzo, 1913, orchestrated as Bacchanale, ?1919
- Roman Sketches, op.7: The White Peacock, 1915, W. Christie, New York, 23 febbraio 1916, orchd? 1919; Nightfall, 1916; The Fountain of the Acqua Paola, 1916; Clouds, 1916, orchd? 1919
- Children's pieces, first published under name of Arthur Tomlinson: 6 Short Pieces, 1918; 6 Patriotic Songs, 1918; 6 Bugle-Call Pieces, 1918; 6 Familiar Songs (1919); 6 Pieces for Treble Clef (1919)
- Mazurka, 1898–1900
- Sonata, f, ?1904, Griffes, Berlin, 22 giugno 1905
- Sonata, D, 1 movement, ?1910
- Symphonische Phantasie, 2 pf, ?1910 [version of orch piece, 1907];
- Sonata, D, 2 movements, ?1911
- The Pleasure-Dome of Kubla Khan, 1912, rev. 1915, orchd 1917
- Sonata, f, ?1912
- Rhapsody, b, 1914
- Piece, B, ?1915
- De profundis, 1915
- Legend, 1915
- Piece, d, 1915
- Winter Landscape, c1912
- Piece, E, 1916
- Dance, a, ?1916
- Sonata, 1917–18, Griffes, New York, 26 febbraio 1918, 2nd movement orchestrated as Nocturne, 1919
- Three Preludes, 1919
- Notturno [arr. of orchestral piece, ?1918]
- Arrangement of J. Offenbach: Barcarolle, Belle nuit, o nuit d'amour, piano solo, perf. 1910
- Arrangement of E. Humperdinck: Hänsel und Gretel, overture, 2 pianos, 1910

### Per organo
- Chorale on "Allein Gott in der Höh' sei Ehr," 1910

### Canzoni
- Tone-Images, op.3

1. La fuite de la lune (Oscar Wilde), 1912
2. Symphony in Yellow (Wilde), 1912
3. We'll to the Woods, and Gather May (W. E. Henley), 1914

- Two Rondels, op. 4, c1914

1. This Book of Hours (W. Crane)
2. Come, Love, across the Sunlit Land (C. Scollard)

- Four Impressions (Wilde)

1. Le jardin, 1915
2. Impression du matin, 1915
3. La mer, 1912, new setting 1916
4. Le réveillon, 1914

- Three Poems, op.9, 1916

1. In a Myrtle Shade (William Blake)
2. Waikiki (R. Brooke), E. Gauthier, M. Hansotte, New York, 22 aprile 1918
3. Phantoms (A. Giovannitti)

- Five Poems of Ancient China and Japan, op.10; E. Gauthier, Griffes, New York, 1º novembre 1917

1. So-fei Gathering Flowers (Wang Chang-Ling), 1917
2. Landscape (Sada-ihe), 1916
3. The Old Temple among the Mountains (Chang Wen-Chang), 1916
4. Tears (Wang Seng-Ju), 1916
5. A Feast of Lanterns (Yuan Mei), 1917

- Two Poems (J. Masefield); E. Gauthier, M. Hansotte, New York, 22 aprile 1918

1. An Old Song Re-Sung, 1918
2. Sorrow of Mydath, 1917

- Three Poems of Fiona MacLeod, op. 11, 1918; V. Janacopulos, Griffes, New York, 22 marzo 1919; orchestrated 1918, M. Dresser, Philadelphia Orch, cond. T. Rich, Wilmington, DE, 24 marzo 1919

1. The Lament of Ian the Proud
2. Thy Dark Eyes to Mine
3. The Rose of the Night

- Si mes vers avaient des ailes (V. Hugo), 1901
- Sur ma lyre l'autre fois (C.A. Sainte-Beuve), ?1901
- German Songs, c1903–1909

1. Am Kreuzweg wird begraben (Heine)
2. An den Wind (Lenau)
3. Auf ihrem Grab (Heine)
4. Auf dem Teich, dem Regungslosen (N. Lenau)
5. Auf geheimen Waldespfade (Lenau)
6. Das ist ein Brausen und Heulen (Heine)
7. Das sterbende Kind (E. Geibel)
8. Der träumende See (J. Mosen)
9. Des müden Abendlied (Geibel)
10. Elfe (J. von Eichendorff)
11. Entflieh mit mir (Heine)
12. Es fiel ein Reif (Heine)
13. Frühe (Eichendorff)
14. Gedicht von Heine (Mit schwarzen Segeln)
15. Ich weiss nicht, wie's geschieht (Geibel)
16. Könnt'ich mit dir dort oben gehn (Mosen)
17. Meeres Stille (J.W. von Goethe)
18. Mein Herz ist wie die dunkle Nacht (Geibel)
19. Mir war, als müsst' ich graben (Das Grab) (F. Hebbel)
20. Nacht liegt auf den fremden Wegen (H. Heine)
21. So halt' ich endlich dich umfangen (Geibel)
22. Winternacht (Lenau)
23. Wo bin ich, mich rings umdunkelt (Heine), c1903–11
24. Wohl lag ich einst in Gram und Schmerz (E. Geibel)
25. Zwei Könige sassen auf Orkadal (Geibel), before 1910

- The Water-Lily (J.B. Tabb), 1911
- The Half-Ring Moon (Tabb), 1912
- Nachtlied (Geibel), 1912
- Pierrot (S. Teasdale), 1912
- Les ballons (Wilde), ?1912, rev. 1915
- Cleopatra to the Asp (Tabb)
- Evening Song (S. Lanier)
- The First Snowfall (Tabb)
- Phantoms (Tabb), c1912
- The War-Song of the Vikings (F. MacLeod), 1914
- Two Birds flew into the Sunset Glow (Rom. trad.), 1914
- Song of the Dagger (Rom. trad.), 1916
- In the Harem (Chu Ch′ing-yü), ?1917
- Hampelas, Kinanti, Djakoan (Javanese trad.), c1917

### Musica corale
- Passionlied (O Haupt voll Blut) (P. Gerhardt), SSATB, 1906
- Lobe den Herren (J. Neander), SSATB, 1906
- Dies ist der Tag (I. Watts), SSATB, 1906
- These things shall be (J.A. Symonds), unison chorus, 1916